# Dioscorea contracta
Dioscorea contracta är en enhjärtbladig växtart som beskrevs av Reinhard Gustav Paul Knuth. Dioscorea contracta ingår i släktet Dioscorea och familjen Dioscoreaceae. Inga underarter finns listade i Catalogue of Life.